# Шарлота Луиза фон Изенбург-Бирщайн
Шарлота Луиза фон Изенбург-Бирщайн (на немски: Charlotte Luise zu Isenburg-Birstein; * 31 юли 1680 в Бюдинген; † 2 януари 1739 в дворец Шаумбург при Балдуинщайн, близо до Лимбург на Лан) е графиня от Изенбург-Бюдинген-Бирщайн и чрез женитба княгиня на Анхалт-Бернбург-Шаумбург-Хойм.
Тя е най-възрастната дъщеря на граф Вилхелм Мориц I фон Изенбург-Бирщайн (1657 – 1711) и първата му съпруга графиня Анна Амалия фон Изенбург-Бюдинген (1653 – 1700), дъщеря на граф Йохан Ернст фон Изенбург-Бюдинген и графиня Мария Шарлота фон Ербах-Ербах.

## Фамилия
Шарлота Луиза се омъжва на 22 ноември 1714 г. в Бирщайн за княз Виктор I Амадей Адолф фон Анхалт-Бернбург-Шаумбург-Хойм (1693 – 1772). Тя е първата му съпруга. Те имат децата:
- Виктория Шарлота (1715 – 1792), омъжена на 26 април 1732 г. за маркграф Фридрих Кристиан фон Бранденбург-Байройт (1708 – 1769)
- Луиза Амалия (1717 – 1721)
- Лебрехт (1718 – 1721)
- Христиан (1720 – 1758), пруски майор
- Карл Лудвиг (1723 – 1806), княз на Анхалт-Бернбург-Шаумбург-Хойм, холандски генерал, женен I. 1748 г. за Бенямина Гертруда Кайзер (1729 – 1787), II. 1765 г. за принцеса Амалия Елеанора фон Золмс-Браунфелс (1734 – 1811)
- Франц Адолф (1724 – 1784), пруски генерал-майор, женен 1762 г. за графиня Мария Йозефа фон Хазлинген (1741 – 1785)